# Grupa Armii Wisła
Grupa Armii Wisła (niem. Heeresgruppe Weichsel) – niemiecka grupa armii, utworzona 24 stycznia 1945 roku, skierowana do działań przeciwko Armii Czerwonej. Utworzona ze sztabu Grupy Armii Nadrenia. 

## Struktura organizacyjna
- Skład w lutym 1945:
  - 500 pułk łączności
  - 2 Armia
  - 9 Armia
  - 11 Armia

## Żołnierze grupy
- Dowódcy grupy:
  - Reichsführer-SS Heinrich Himmler (28 stycznia 1945 - 20 marca 1945)
  - generał Gotthard Heinrici (20 marca 1945 - 28 kwietnia 1945)
  - generał Kurt von Tippelskirch (28 kwietnia 1945 - 29 kwietnia 1945)
  - generał Kurt Student (29 kwietnia 1945 - 8 maja 1945)

- Szef sztabu
  - Brigadeführer Heinz Lammerding[1].